# Kejrup
Kejrup er en gammel hovedgård, som nævnes første gang i 1385. Gården ligger i Kølstrup Sogn i Kerteminde Kommune. Hovedbygningen er opført i 1916 efter en brand.
Kejrup Gods er på 204 hektar

## Ejere af Kejrup
- (1385) Markvard Gesow
- (1385-1400) Niels Tygesen
- (1400) Erik Andersen Ulfeldt
- (1400-1579) Kronen
- (1579) Jacob Ulfeldt
- (1579-1675) Slægten Ulfeldt
- (1675-1685) Sidsel Rodsteen
- (1685-1741) Forskellige Ejere
- (1741) Salomon Lindegaard
- (1741-1769) Ulrik Frederik von Heinen
- (1769-1790) Slægten von Heinen
- (1790-1855) Forskellige Ejere
- (1855-1865) Frederik Petersen
- (1865-1870) forp. Nissen
- (1870-1875) Enke Fru Lollesgaard / Enke Fru Hvenegaard
- (1875-1903) forv. H. Teisen
- (1903) Enke Fru Teisen
- (1903-1910) C. P. Carlsen
- (1910-1922) Axel B. Muus
- (1922-1936) Knud Reinert
- (1936-1980) H. Hovgaard Jacobsen
- (1980-2004) Inge Hovgaard Jacobsen
- (2004-) Kejrup Gods ApS v/a Hans Luunbjerg-Sørensen